# Atomic Soul
Atomic Soul is het soloalbum van zanger Russell Allen.
Het album kwam uit op 26 april 2005. Allen is bekend van de Amerikaanse progressivemetalband Symphony X.

## Tracklist
1. Blackout (4:52)
2. Unjustified (3:43)
3. Voodoo Hand (3:54)
4. Angel (5:14)
5. The Distance (4:49)
6. Seasons of Insanity (4:20)
7. Gaia (4:33)
8. Loosin' You (4:01)
9. Saucey Jack (4:02)
10. We Will Fly (7:55)
11. Atomic Soul (3:08)

## Gastartiesten
- Robert Nelson - drums
- Brendan Anthony - gitaar
- Jason Freudberg - gitaar
- Larry Salvatore - bass
- Jens Johansson - toetsen